# Vindaloo
Vindaloo is een Indiase curry die populair is in de regio van Goa en bekendstaat als een zeer pittig gerecht. De basisingrediënten zijn lams-, varkens- of kippenvlees, azijn, suiker, gember en specerijen. Andere bekende namen voor het gerecht zijn vindalho of vindallo.

## Geschiedenis
De naam 'vindaloo' is afgeleid van het Portugese gerecht carne de vinha d'alhos, een gerecht met vlees, gemarineerd in wijn en knoflook. Door het vervangen van wijn door azijn en het toevoegen van chilipepers en andere specerijen ontstond een nieuw gerecht, vindaloo genaamd.

## Bereiding
Tegenwoordig wordt voor het maken van vindaloo het vlees een nacht lang gemarineerd in azijn, suiker, verse gember en specerijen, waarna het gekookt wordt met de overige kruiden. Sommige restaurants serveren vindaloo met stukjes aardappel, maar deze zitten niet in de traditionele versie van het gerecht. 